# Radiohead: The Best Of
Radiohead: The Best Of är ett samlingsalbum av det brittiska bandet Radiohead, utgivet i juni 2008.

## Låtlista
CD1
1. "Just" (från The Bends, 1995) – 3:54
2. "Paranoid Android" (från OK Computer, 1997) – 6:27
3. "Karma Police" (från OK Computer) – 4:24
4. "Creep" (Greenwood, O'Brien, Greenwood, Selway, Yorke, Albert Hammond, Mike Hazelwood) (från Pablo Honey, 1992/1993) – 3:57
5. "No Surprises" (från OK Computer) – 3:49
6. "High and Dry" (från The Bends) – 4:17
7. "My Iron Lung" (från The Bends och My Iron Lung, 1994) – 4:36
8. "There There" (från Hail to the Thief, 2003) – 5:21
9. "Lucky" (från OK Computer och The Help Album, 1995) – 4:18
10. "Optimistic" (Radio edit)﹡ (endast på USA-versionen;[1] från Kid A, 2000) – 4:53
11. "Fake Plastic Trees"  (från The Bends) – 4:51
12. "Idioteque" (Radio edit) (Arthur Kreiger, Greenwood, O'Brien, Greenwood, Paul Lansky, Selway, Yorke) (från Kid A) – 4:37
13. "2 + 2 = 5" (från Hail to the Thief) – 3:19
14. "The Bends" (från The Bends) – 4:05
15. "Pyramid Song" (från Amnesiac, 2001) – 4:49
16. "Street Spirit (Fade Out)" (från The Bends) – 4:13
17. "Everything in Its Right Place" (från Kid A) – 4:11
18. "You and Whose Army?" (från Amnesiac) – 3:11 (Japanese tour 2008 edition bonus track)

CD2 [special edition]
1. "Airbag" (från OK Computer) – 4:47
2. "I Might Be Wrong" (från Amnesiac) – 4:52
3. "Go to Sleep" (från Hail to the Thief) – 3:22
4. "Let Down" (från OK Computer) – 4:59
5. "Planet Telex" (från The Bends) – 4:19
6. "Exit Music (For a Film)" (från OK Computer) – 4:27
7. "The National Anthem" (från Kid A) – 5:47
8. "Knives Out" (from Amnesiac) – 4:15
9. "Talk Show Host" (B-sida från "Street Spirit (Fade Out)," 1996) – 4:39
10. "You" (från Pablo Honey) – 3:28
11. "Anyone Can Play Guitar" (från Pablo Honey) – 3:37
12. "How to Disappear Completely" (från Kid A) – 5:55
13. "True Love Waits" (live i Los Angeles, Kalifornien, 2001) (från I Might Be Wrong: Live Recordings, 2001) – 5:04

### DVD
1. "Creep" (regisserad av Brett Turnbull)
2. "Anyone Can Play Guitar" (regisserad av Dwight Clarke)
3. "Pop Is Dead" (regisserad av Dwight Clarke)
4. "Stop Whispering" (regisserad av Jeff Plansker)
5. "My Iron Lung" (regisserad av Brett Turnbull)
6. "High and Dry" (UK version) (regisserad av David Mould)
7. "High and Dry" (US version) (regisserad av Paul Cunningham)
8. "Fake Plastic Trees" (regisserad av Jake Scott)
9. "Just" (regisserad av Jamie Thraves)
10. "Street Spirit (Fade Out)" (regisserad av Jonathan Glazer)
11. "Paranoid Android" (regisserad av Magnus Carlsson)
12. "Karma Police" (regisserad av Jonathan Glazer)
13. "No Surprises" (regisserad av Grant Gee)
14. "Pyramid Song" (regisserad av Shynola)
15. "Knives Out" (regisserad av Michel Gondry)
16. "I Might Be Wrong" (regisserad av Sophie Muller)
17. "Push Pulk"/"Like Spinning Plates" (regisserad av Johnny Hardstaff)
18. "There There" (regisserad av Chris Hopewell)
19. "Go to Sleep" (regisserad av Alex Rutterford)
20. "Sit Down. Stand Up." (regisserad av Ed Holdsworth)
21. "2 + 2 = 5" (Live at Belfort Festival) (regisserad av Fabien Raymond)